# 阿拉佩什語
阿拉佩什語(Arapesh languages)是幾種近緣的托里切利語族語言的總稱，此類語言通行於巴布亞新幾內亞人口約32,000人的阿拉佩什人(Arapesh people)之間。
在巴布亞語言中，此類語言是有著較完善的研究的語言，同時此類語言的一個重要的特徵為其性別系統，此類語言名詞的性(或名詞類別)可達十三個之多，且其名詞片語對此有一定的和諧性存在。

## 下屬語言
阿拉佩什語可分成以下幾種語言：
- 布齊意普語/山地阿拉佩什語 (Bukiyip language/Mountain Arapesh language)
- 本必塔語 (Bumbita language)
- 穆菲安語/南阿拉佩什語 (Mufian/Southern Arapesh language)

## 音系
阿拉佩什語在發音上最重要的特性乃是其將部份子音的唇化做為辨別音位之用。

### 子音
|        |      | 雙唇音 | 齒齦音 | 齒齦音 | 硬顎音 | 軟顎音 | 軟顎音 | 喉音   | 喉音   |
| ------ | ---- | ------ | ------ | ------ | ------ | ------ | ------ | ------ | ------ |
|        |      |        | 普通音 | 邊音   |        | 普通音 | 唇化音 | 普通音 | 唇化音 |
| 塞音   | 清音 |        | [t]    |        |        | [k]    | [kʷ]   |        |        |
| 塞音   | 濁音 |        | [d]    |        |        | [ɡ]    | [ɡʷ]   |        |        |
| 塞擦音 | 清音 |        |        |        | [tʃ]   |        |        |        |        |
| 塞擦音 | 濁音 |        |        |        | [dʒ]   |        |        |        |        |
| 擦音   | 清音 |        | [s]    |        |        |        |        | [h]    | [hʷ]   |
| 鼻音   | 鼻音 | [m]    | [n]    |        | [ɳ]    |        |        |        |        |
| 閃音   | 閃音 |        | [ɾ]    |        |        |        |        |        |        |
| 邊音   | 邊音 |        |        | [l]    |        |        |        |        |        |

### 母音
|    | 前  | 央  | 後  |
| -- | --- | --- | --- |
| 高 | [i] | [ɨ] | [u] |
| 中 | [e] | [ə] | [o] |
| 低 |     | [a] |     |

阿拉佩什語的音節結構為(C)V(V)(C)，唯在單音節字必須要有韵尾。
ɨ和ə這兩個高央母音常會被插入單詞中間，以消除子音叢集的出現。

## 語法
阿拉佩什語近代發生的推移，使得其語序由巴布亞語言慣常使用的主詞─受詞─動詞變為主詞─動詞─受詞，與此同時其介係詞相對的語序也發生變化。多數的修飾詞置於其所修飾之名詞前，唯語序之變化，使名詞之屬格與其修飾之名詞之順序不固定。
此語言名詞之性別由名詞之結尾決定。每個性別都有同源的單數和眾數形。此語言的性別系統，和可與之相比擬的尼日尔-刚果语系語言的性別系統不同的是，它是有基於生物性別的成份的，在阿拉佩什語中，第IV性表所有雌性的生物，而第VII性表雄性的生物。
阿拉佩什文化禁止使用人名，故其語言之親屬稱謂非常多，親屬稱謂被廣泛地用於指稱有著任何遠近關係的親人。
阿拉佩什語亦有名詞化的動詞。一般而言，此類名詞屬於第VII性。
所有的形容詞、數詞、疑問詞和動詞對主詞的變化等，除人稱和單複數外，亦須與性別一致。阿拉佩什語的動詞屈折為前綴。同時動詞屈折的順序為「主詞一致─語氣─詞根」。

## 外部連結
- Ethnologue Report on Arapesh （页面存档备份，存于）
- WALS: Arapesh （页面存档备份，存于）
- Arapesh Grammar & Digital Language Archive （页面存档备份，存于）

Template:Torricelli languages